# Інтерамериканський регіон Всесвітньої організації скаутського руху

Країни-учасниці Інтерамериканський регіону

Інтерамериканський регіон (англ. the Interamerican Scout Region, ісп. Región Scout Interamericana) це складова частина Всесвітньої організації скаутського руху зі штаб-квартирою у місті Сантьяґо (Чилі). Інтерамериканський регіон обслуговує скаутинг у західній півкулі, у Північній та Південній Америці. До 1960-х років регіон обслуговував тільки Мексику, Центральну та Південну Америки із Канадою та США, що обслуговувалися через 
«Boy Scouts International Bureau» у Оттаві (Канада). Навіть сьогодні, Інтерамериканський регіон існує більше в інтересах країн на південь від Ріо-Гранде, про що навіть свідчить сайт тільки іспанською. Таким чином, США та Канада не беруть активної участі активно у регіональних заходах, на відміну від інших національних організацій по всьому світу.
Штаб квартира Інтерамериканського регіону із часу свого створення поступово пересувалася на південь, починаючи із Гавани (Куба, із 1946 до 1960); переїхавши на короткий час до Кінґстона (Ямайка) у 1960; одразу по тому будучи перенесеною до Мехіко (Мексика, між 1960 та 1968); потім до Сан-Хосе (Коста-Рика, між 1968 та 1992); та востаннє — до Сантьяґо (Чилі, із 1992 і до нашого часу).
Скаути націй Карибського басейну влаштовують власні суб-регіональні джемборі.
До Інтерамериканського регіону входить одна із шести країн, у яких немає скаутингу — Куба, у якій скаутингу немає через політичні обмеження у країні.
Цей регіон є відповідником регіону Західної Півкулі (англ. Western Hemisphere Region) Всесвітній асоціації дівчат-гайдів та дівчат-скауток (WAGGGS).